# Anarta postalbescens
Anarta postalbescens là một loài bướm đêm trong họ Noctuidae.